# أبو علندا
أبو علندا منطقة تقع في عمان الشرقية في الأردن. تشتهر المدينة بالعديد من المواقع الأثرية لعل ابرزها كهف أهل الكهف وقصور تعود للعصور البرونزية والعصور الحجرية. تقع المدينة الأصلية على قمة جبل مرتفع يسمى جبل الملائكة وهي تسمية مأخوذة من اللغة الرومانية انجيلز نسبة لأهل الكهف.

## الجغرافيا
تعدّ أبو علندا من أعلى المناطق ارتفاعاً في جنوب وشرق عمان ويصل ارتفاعها مابين 950_1010 م عن سطح البحر حيث تحد أبو علندا من الغرب منطقة القويسمة ومن الجنوب غرب الجويدة ومن الجنوب شرق سحاب ومن الشرق الموقر ومن الشمال منطقة النصر.

## التسمية
سميت أبو علندا بهذا الاسم نسبة إلى ابنة الحاكم الروماني «علندا» حيث كان لها قلعة وجيش كبير ومازالت قلعتها إلى يومنا هذا معروفة باسم قلعة أبو علندا. ويقال أيضاً ان هناك شجرة تسمى علندا لا تنبت الا في تلك المنطقة. وأيضا تسمى أبوعلندا بمملكة الذهب لكثرة الذهب المتواجد في المنطقة.

## المواقع الأثرية لمنطقة أبو علندا
- يوجد فيها موقع أثري هو الكهف الذي ذكر في القرآن في قصة أهل الكهف وسمي كهف الرقيم.
- قلعة أبوعلندا
- وقلعة ام حلس التي كانت المكان الأول للأميرة علندا ابنة الحاكم الروماني

- كما تضم أبوعندا مشروع الديسي الذي يجر المياه من الجنوب إلى عمان لسد احتياجات المنطقة من الموارد المائية

## وصلات خارجية
- أمانة عمان الكبرى - القويسمة وأبو علندا والجويدة